# Pegusa impar
La sogliola adriatica o sogliola (Pegusa impar (Bennett, 1831)), è un pesce osseo marino della famiglia Soleidae.

## Distribuzione e habitat
Questa specie vive nel mar Mediterraneo, nell'oceano Atlantico orientale tra lo stretto di Gibilterra e il Senegal.
Vive su fondi mobili di sabbia a bassa profondità. Essendo abbastanza eurialina si incontra anche all'interno delle lagune e in altri ambienti di acque salmastre.

## Descrizione
Come tutti i pesci piatti ha un aspetto caratteristico, asimmetrico e con entrambi gli occhi su un lato del corpo che viene denominato "lato oculare" (in questa specie il destro) mentre il lato privo di occhi viene chiamato "lato cieco". Il corpo è ovale come nella sogliola comune. Le scaglie sono piccole. L'occhio superiore è posto in posizione più anteriore dell'altro. La narice anteriore del lato cieco è ampliata a rosetta come nelle altre specie del genere Pegusa e in Synapturichthys kleinii da cui il nome che hanno tutte queste specie di "sogliole dal porro".
La colorazione è simile a quella della sogliola comune: beige o marrone con macchie scure indistinte e, spesso, una fine punteggiatura nera. I primi raggi della pinna dorsale e della pinna anale sono bianchi. La pinna pettorale del lato oculare ha una macchia scura al centro con bordo bianco. Il alto cieco è biancastro.
La misura massima è di 35 cm, la media di 18 cm.

## Biologia

### Alimentazione
Si nutre di invertebrati bentonici.

## Pesca
Viene catturata con le reti a strascico e da posta. Le carni sono buone come quelle delle altre sogliole.

## Specie simili
Pegusa nasuta (Pallas, 1814), detta in italiano sogliola nasuta, è una specie comune nel mar Nero molto simile a P. impar da cui si riconoscerebbe per la colorazione più scura e per differenze nel conteggio dei raggi delle pinne. Non è certo se la sogliola nasuta sia presente nel mar Mediterraneo, né se sia una specie valida o una sottospecie della sogliola adriatica.